# Ron Edwards (Ku-Klux-Klan-Mitglied)
Ron Edwards (* 20. Jahrhundert in den Vereinigten Staaten; bürgerlich  Ronald Wayne Edwards) ist ein US-amerikanischer Rechtsextremist und war lange Jahre der Imperial Wizard der Imperial Klans of America (IKA), die er zur zweitgrößten Ku-Klux-Klan-Organisation aufbaute.

## Leben
Als Jugendlicher zog Edwards mit seiner Familie in einen Vorort von Chicago. Dort kam es vermehrt zu Gang-Auseinandersetzung, insbesondere zwischen schwarzen und hispanischen Jugendlichen. Ron und sein älterer Bruder schlossen sich rasch weißen Straßengangs an. Zu einem Wendepunkt von Ron Edwards wurde der Tod seines Bruders, der 1986 von mehreren Schwarzen getötet wurde. Edwards wurde Skinhead und radikalisierte sich zunehmend. Über die Talkshow Race and Reason von Tom Metzger (White Aryan Resistance) lernte er den Ku-Klux-Klan kennen. Nach einem Umzug nach Kentucky schloss er sich der Federation of Klans (FOK), einer Splitterorganisation der Knights of the Ku Klux Klan an.
Nach dessen Selbstauflösung 1995 gründete er zusammen mit ehemaligen Mitgliedern der FOK die Imperial Klans of America, deren erster Imperial Wizard er wurde. Edwards vermischte die Ideologie des Klans mit der Skinhead-Bewegung sowie nationalsozialistischer Ideologie. Den Klan organisierte er wie eine paramilitärische Vereinigung beziehungsweise wie eine Miliz. Unter seiner Führung wuchs der Klan zur zweitstärksten Klanfraktion der Vereinigten Staaten an.
2008 geriet Edwards in das Visier der Justiz. Als Mitglieder des Klans einen panamaischen Indio schwer verletzten, strebte das Southern Poverty Law Center eine Klage gegen Edwards an. Da alle Anwälte, die Edwards anrief, die Zusammenarbeit mit ihm ablehnten, verteidigte er sich selbst und wurde schließlich vor einem Zivilgericht zu einer Strafe von 2,5 Millionen US-Dollar verurteilt. Um dieser Geldstrafe zu entgehen, übertrug er sein gesamtes Vermögen seinem Sohn. Zudem trat er von allen Ämtern im Klan zurück, der seitdem führerlos ist.
2010 wurde Edwards wegen Handels mit Methamphetamin verhaftet und zu einer vierjährigen Haftstrafe verurteilt. Von 2011 bis 2015 saß er im Gefängnis.